# Warson Woods
Warson Woods ist eine Stadt mit dem Status „City“ im St. Louis County im US-Bundesstaat Missouri. Das U.S. Census Bureau hat bei der Volkszählung 2020 eine Einwohnerzahl von 2.018 ermittelt.

## Geographie
Die Koordinaten von Warson Woods liegen bei 38°36'28" nördlicher Breite und 90°23'27" westlicher Länge.
Nach Angaben der United States Census 2010 erstreckt sich das Stadtgebiet von Warson Woods über eine Fläche von 1,5 Quadratkilometer (0,58 sq mi). Warson Woods liegt etwa 20 Kilometer südwestlich von St. Louis.

## Bevölkerung
Nach der United States Census 2010 lebten in Warson Woods 1962 Menschen verteilt auf 760 Haushalte und 568 Familien. Die Bevölkerungsdichte betrug 1308 Einwohner pro Quadratkilometer (3382,8/sq mi).
Die Bevölkerung setzte sich 2010 aus 97,9 % Weißen, 0,5 % Afroamerikanern, 0,7 % Asiaten, 0,2 % amerikanischen Ureinwohnern, 0,3 % aus anderen ethnischen Gruppen und 0,6 % mit zwei oder mehr Ethnien zusammen. Bei 1,3 % der Bevölkerung handelte es sich um Hispanics oder Latinos. Von den 760 Haushalten lebten in 33,6 % Kinder unter 18 und in 14,6 % der Haushalten lebten Personen über 65.
Von den 1962 Einwohnern waren 27,2 % unter 18 Jahre, 3,5 % zwischen 18 und 24 Jahren, 19,2 % zwischen 25 und 44 Jahren, 28,9 % zwischen 45 und 64 Jahren und in 21,3 % der Menschen waren 65 Jahre oder älter waren. Das Durchschnittsalter betrug 45,1 Jahre und 48,4 % der Einwohner waren Männlich.

## Belege
1. ↑  warsonwoods.com. (abgerufen am 12. April 2022).
2. ↑  Explore Census Data Total Population in Warson Woods city, Missouri. Abgerufen am 2. Februar 2023.
3. ↑   United States Census
4. ↑   American Fact Finder